# Spik
Spik – porzucony komunikator internetowy Wirtualnej Polski, następca wpkontaktu.
Głównym sponsorem prac nad rozwojem programu była Telekomunikacja Polska S.A. Program Spik przestał być rozwijany 24 kwietnia 2009 r. Pomimo to w następnym roku nadal zaliczany był do najpopularniejszych komunikatorów w kraju, dlatego też programiści Wirtualnej Polski nadal utrzymywali funkcjonalność programu, udostępniając odpowiednie poprawki, a ostatnia wersja programu wydana została w dniu 31 lipca 2012 r. 24 maja 2013 r. użytkownicy programu, poprzez komunikat nadany przez operatora systemu oraz nadany na oficjalnej stronie, otrzymali informację o zaprzestaniu rozwoju oraz wsparcia Spika. Komunikator wraz z serwerem zostały wyłączone 24 czerwca 2013 r.. Rolę komunikatora Wirtualnej Polski przejęło od tego czasu Gadu-Gadu, z którym portal nawiązał współpracę.
Spik powstał na bazie modułów głosowych i wideorozmowy programu Skype, łącząc funkcjonalności kanału komunikacji tekstowej zaczerpnięte z WPkontaktu, dzięki czemu możliwe było prowadzenia rozmów głosowych pomiędzy komputerami znajdującymi się za NAT-em, a dzięki optymalizacji kodowania i przesyłania głosu, można było rozmawiać nawet przy paśmie rzędu 2 KB/s w jedną stronę. Dodatkową zaletą programu były wbudowane darmowe bramki SMS do operatorów krajowych (Plus, Orange, Era). Oprócz możliwości wideo-rozmowy i rozmowy głosowej, do oferty programu dodano funkcję „Neofon” pozwalającą na nawiązywanie połączenia z telefonami stacjonarnymi, za dodatkową opłatą za połączenie. Z wpkontaktu zaczerpnięto również moduł syntezy mowy, dźwięki któremu wiadomości tekstowe mogły być odczytywane na głos.
Oprócz zmiany logo, Spik posiada również uproszczony interfejs. Udostępnione kanały informacyjne do 24 kwietnia 2009 roku służyły jako RSS.
Spik w odróżnieniu od wpkontaktu obsługuje też tzw. composing, czyli powiadamianie o tym, czy rozmówca wpisuje tekst w oknie rozmowy. Zmieniony sposób autoryzacji pozwala użytkownikom na używanie osobnych haseł do zabezpieczenia profilu oraz dostępu do serwera. Zoptymalizowano obsługę archiwum oraz poprawiono zagadnienia sieciowe.

## Możliwości
- Połączenie tekstowe z użytkownikami kanału jabber.wp.pl oraz z innymi komunikatorami: Gadu-Gadu, ICQ i Tlen oraz możliwość komunikowania się z serwerami Jabbera.
- Możliwość korzystania z kont Jabbera znajdujących się na innych serwerach niż jabber.wp.pl.
- Rozmowy głosowe. Dzięki zastosowaniu szerokiej gamy kodeków jest to możliwe nawet na najsłabszych łączach (np. modem). Rozmowy działają praktycznie w każdych warunkach sieciowych, mogą być prowadzone między komputerami znajdującymi się za NAT-em lub firewallem (działa tylko na serwerze jabber.wp.pl).
- Rozmowy wideo. Oparte są na tym samym mechanizmie, co istniejąca już funkcjonalność rozmów audio – oznacza to, że rozmowa jest możliwa także, gdy strony są za NATami lub w inny sposób ograniczonych warunkach sieciowych.
- Możliwość dzwonienia na telefony stacjonarne i komórkowe na całym świecie.
- Możliwość wysyłania wiadomości głosowych. Wiadomość nagrywana za pomocą mikrofonu jest przesyłana przez serwer Spika i dociera do rozmówcy bez względu na to, czy jest aktualnie dostępny, czy nie.
- Rozmowa w czasie rzeczywistym, powiadamianie o dostępności znajomych.
- Informowanie o komponowaniu odpowiedzi przez rozmówcę.
- Przechowywanie listy kontaktów na serwerze. Bez względu na miejsce uruchomienia komunikatora lista kontaktów jest zawsze byłą dostępna natychmiast.
- Możliwość komunikacji z poziomu przeglądarki internetowej w usłudze WebSpik (wymaga zalogowania na konto pocztowe serwisu poczta.wp.pl)
- Możliwość uczestniczenia w konferencjach i czatach (również głosowych i wideo).
- Dostępność tylko dla znajomych, dzięki systemowi autoryzacji (dla Spika, Jabbera oraz ICQ) oraz statusowi „Tylko dla znajomych” (dla Gadu-Gadu).
- Możliwość przesyłania plików o objętości nawet do 4 GB, z usługą wznowienia po przerwanym połączeniu.
- Wysyłanie SMS-ów. Mechanizm obsługuje wtyczki, dzięki czemu każdy może napisać swoją własną bramkę SMS-ów. Dzięki powiadamianiu o dostarczeniu wiadomości do bramki operatora jest pewność, że została ona wysłana, a za ewentualne problemy należy winić firmę obsługującą bramkę.
- Powiadamianie o nowej poczcie.
- Powiadamianie o nowych wiadomościach na kanałach informacyjnych.
- Szybkie poruszanie się po aplikacji dzięki zastosowaniu skrótów klawiszowych.
- Możliwość personalizacji komunikatora dzięki systemowi skórek.
- Dostęp do najczęściej wykorzystywanych tekstów za pomocą skrótów Ctrl+Alt+(0-9).
- Możliwość tworzenia wizytówki oraz przeglądania wizytówek rozmówców.
- Możliwość tworzenia zaawansowanej listy kontaktów – m.in. pola: nick, imię, nazwisko, nazwa wyświetlana, adres e-mail, nry telefonów.
- Opcja dowolnego formatowania tekstu (pogrubienie, pochylenie, podkreślenie, zmiana koloru i rozmiaru, dodanie efektów).
- Rozbudowane, podzielone tematycznie zestawy emotikonów z możliwością importu.
- Możliwość ustawienia programu tak, aby dzięki Systemowi Syntezy Mowy (który można pobrać jako dodatek) odczytywał aktualne fragmenty rozmowy lub głosowo powiadamiał o nadchodzących wiadomościach.
- Autoupdate. Powiadamianie o dostępnych aktualizacjach i nowy wersjach programu.
- Ukrywanie statusu w wyszukiwaniu i na stronie WWW, a także przed określoną grupą osób (nie blokując jednocześnie otrzymywania od nich wiadomości), również blokada otrzymywania wiadomości od osób spoza listy kontaktów.
- Możliwość ustawienia trwałego opisu dla dowolnego stanu (również Ukryty i Rozłączony).
- Mechanizm potwierdzania wiadomości. Jeżeli wiadomość nie trafia do adresata, program sam ponawia jej wysłanie, a przy ponownym błędzie pyta, czy próbować dalej.

## Wersje programu
- Spik – tradycyjna, wymagająca instalacji,
- SpikOnStick – wersja portable nie wymagająca instalacji,
- mobiSpik – dla telefonów komórkowych z obsługa javy,
- webSpik – uruchomiany w przeglądarce po zalogowaniu do Poczty WP.